# Unterlangenegg
Unterlangenegg är en kommun i distriktet Thun i kantonen Bern, Schweiz. Kommunen har 1 080 invånare (2023).
Kommunens två största byar är Kreuzweg, med kommunens förvaltning, och Schwarzenegg.